# Observatoire des multinationales
L'observatoire des multinationales est un média en ligne traitant spécifiquement de l'activité des multinationales françaises, en particulier des sociétés du CAC40.
Le travail produit par l'observatoire apporte une vision critique sur la responsabilité sociétale des entreprises.

## Histoire
L'Observatoire des multinationales, lancé en 2013 par Alter-médias, fait partie, selon le journaliste du Monde Adrien de Tricornot, des sites « poil à gratter » qui « permettent de prendre du recul sur la communication très maîtrisée des grands groupes, de mieux mesurer l'impact de leurs activités et, éventuellement, de les interpeller sur leurs responsabilités ».
En 2018, en partenariat avec les Amis de la Terre, l'observatoire publie une enquête sur l’influence de groupements d’intérêts privés auprès du Conseil d’État et du Conseil Constitutionnel. Ils dénoncent un droit de propriété et de liberté d’entreprendre favorisés par rapport à la protection de l’intérêt général. À ce titre, ils saisissent le Conseil constitutionnel à travers une demande formelle pour qu’un règlement encadre la procédure de contrôle de constitutionnalité et le rôle des contributions extérieures dans ses décisions.
L’observatoire des multinationales estime qu'en 2019, le CAC 40 a émis 1,6 milliard de tonnes de CO2, en tenant compte des émissions indirectes, contre 441 millions de tonnes pour les émissions annuelles comptabilisées pour l'ensemble de la France. Si ce total est en baisse de 3 % par rapport à 2017, cela est uniquement dû au désengagement progressif d'Engie du charbon.[réf. nécessaire]
En 2020, selon un nouveau rapport publié à la suite de la pandémie de Covid-19 par l’observatoire des multinationales et les Amis de la Terre, ils épinglent plusieurs entreprises bénéficiant de financements publics sans contrepartie, alors que leurs activités iraient à l’encontre des réglementations sociales et environnementales.
Le 14 octobre 2021, l'observatoire des multinationales, Les Amis de la Terre - France et l'association Survie, accusent l’État français de soutenir TotalEnergies et particulièrement le projet pétrolier de l'oléoduc d'Afrique de l'Est entre l'Ouganda et la Tanzanie. Ce soutien est considéré en totale contradiction avec les accords pris lors de la Conférence de Paris de 2015 sur les changements climatiques.
Le 22 mai 2024, l'OdM publie un nouveau rapport, intitulé Le réseau Atlas, la France et l'extrême-droitisation des esprits,. Ce rapport décrit ce puissant réseau libertarien de droite américain de think tanks, tous libertariens de droite. Ultraconservateur, le réseau Atlas a été lancé dans les années 1980 en se présentant comme spécifiquement organisé pour mener la « bataille des idées »[source insuffisante]. Le rapport montre les ramifications de Atlas en France, où il met des moyens financiers, humains et techniques au service de la propagande des idées de l'extrême-droite, déjà influent, dans le paysage médiatique français[source insuffisante]. Ce rapport montre que cinq entités françaises sont liés à l'Atlas Network : l'Ifrap, Contribuables associés, l'IREF (Institut de recherche économique et fiscal), l'institut économique Molinari et l'Institut de formation politique.

## Positionnement politique
L’observatoire des multinationales est classé à gauche de l’échiquier politique

## Partenaires
L'observatoire des multinationales est membre et coordonnateur du réseau européen des observatoires des multinationales aux côtés d'autres organisations européennes similaires parmi lesquels, MultiWatch, le Centre Europe Tiers Monde, LobbyControl, Observatorio de multinacionales en América Latina, Corporate Watch (en), l'Observatori del Deute en la Globalització, Corporate Europe Observatory,.

### Publications
- CAC40 : le véritable bilan annuel - édition 2020 (présentation en ligne)